# 野間馬ハイランド
野間馬ハイランド（のまうまハイランド）は、愛媛県今治市にある野間馬を飼育している今治市立の施設。

## 園内
園内には野間馬が間近で見える放牧場や小動物の小屋、野間馬に乗れるコースがある。
わんぱく広場には、いろいろな遊具があり子供に人気。
2008年には野間馬ハイランドからメスのえりか号が上野動物園へ移動した。

## 主な飼育動物
- 野間馬
- ウサギ
- モルモット

小動物は一緒に遊んだりふれあったり出来る。

## 開園時間
10:00～18:00（11月～3月は17:00まで）
乗馬：13:00～15:00
（土日祝祭日10:00～12:00、13:00～15:00）
- 休園日
  - 乗馬・売店は火曜日
  - 12月29日～1月1日

## 入場料
- 無料
- 乗馬は1周200円（小学生限定）